# 4884 Bragaria
4884 Bragaria је астероид главног астероидног појаса чија средња удаљеност од Сунца износи 2,223 астрономских јединица (АЈ).
Апсолутна магнитуда астероида је 14,3.